# Ciclooctatetraenă
1,3,5,7-ciclooctatetraena (prescurtată COT) este un compus organic, un derivat nesaturat al ciclooctanului, cu formula moleculară C8H8. Mai este cunoscută și ca [8]anulenă. Este un lichid inflamabil incolor sau galben deschis la temperatura camerei. Spre deosebire de benzen (ciclohexatrienă), COT nu este aromatică.